# 笹原辰太郎
笹原 辰太郎（ささはら たつたろう、1861年12月11日（文久1年11月10日） - 1929年（昭和4年）7月21日）は、日本の警察官、実業家。愛知郡長退官後に名古屋市東郊耕地整理組合長ほか複数の土地整理組合で幹部を務め、名古屋における土地整理事業の先駆者に位置づけられる人物である。石川電気鉄道社長。

## 生涯

### 経歴
会津藩藩士笹原八百吉の長男として若松栄町に生まれる。福島師範学校の前身校に学んで教職に就いたのち埼玉県で巡査となり、山梨県警察部警務課長を経て、静岡県警察署長まで昇進した。1904年（明治37年）に辞職後、賀茂郡、南設楽郡で郡長を務める。1913年（大正2年）3月に愛知郡郡長を辞任し、名古屋市東郊耕地整理組合長、八事耕地整理組合、港東土地区画整理事業組合及び音聞山土地区画整理事業組合の各副長として当時の名古屋市近郊の土地整理事業を推進した。同年6月には石川電気鉄道の設立発起人の一人となり、翌年の同社発足に伴い社長に就任。政治活動も行い、1925年（大正14年）以降名古屋市会議員である。衆議院議員選挙、同補欠選挙に挑んだが落選した。会津会会員。

### 土地整理事業

#### 名古屋土地整理事業における笹原
笹原の名古屋土地整理事業における業績は一次資料の欠如によって、未だ全容が明らかとはなっていない。しかし 早稲田大学教授の佐々木葉は笹原を「区画整理の制度が整う以前から耕地整理の手法によって、当時の名古屋市域および隣接地域の市街地整備を推進した人物」であると指摘している。笹原を直接知る人物で名古屋における土地区画整理事業を推進した石川栄耀は笹原の計画が「どれ程、今日の都市計画盛運の基幹をなしているか解らない」と述べていた。笹原の事業は「竹槍蓆旗の騒動」が予想される事態も引き起こしているが、笹原はこれを説得し事業を進めている。しかし笹原の長男にも田園の中に幅員六間、八間の道路ができたことがいかにも不思議であった。これに対し笹原は「十年先、二十年先の名古屋市を想え」と答えたという。

#### 東郊耕地整理組合長

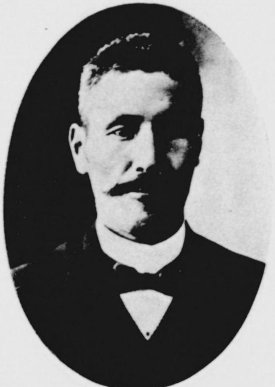
整理組合に廃川跡地約3万坪の無償交付を認めた当時の名古屋市長加藤重三郎

笹原の愛知郡長時代の名古屋市は都市としての発展を遂げつつあり、笹原にとってその隣接地の都市化は明らかであった。笹原は西愛知の五千町歩におよぶ耕地整理計画を立て、町村長らの賛同を得、実施直前まで至っている。しかしその計画は運河建設などを含んでおり、耕地整理の枠を超えた都市開発そのものであった。このため愛知県知事の拒否にあい、笹原は郡長を辞任している。この計画とは別に笹原は関係有力者や名古屋市長らを説得し、1911年（明治44年）に東郊耕地整理組合の発足につなげており、郡長辞任後にその組合長に就任し、民間から土地整理事業を開始する。笹原には耕地整理に名を借りた宅地整備の意図があった。笹原は廃川となった精進川の跡地を事業資産とし、また減歩によって組合員の金銭的負担を減殺して事業を進めた。この減歩の手法は笹原と内務省、農商務省間の3年に及ぶ交渉で認められたと伝わる。笹原は1923年（大正12年）6月に辞任するまで組合長を務め、整理地は1921年（大正10年）に名古屋市に編入された。組合は1934年（昭和9年）まで活動を続け、現在の瑞穂区直来神社に記念碑が残る。

#### その他の土地整理事業
笹原はこのほかにも八事耕地整理組合、港東土地区画整理事業組合及び音聞山土地区画整理事業組合で副長に就任し、土地整理事業を推進した。笹原の構想には交通インフラ整備の視点があり、また多様な土地開発のイメージを有していたと考えられる。例えば八事（昭和区）では名古屋における公園の機能を、音聞山では風致ある市街地を想定した。音聞山（天白区）は現在高級住宅地である。笹原には交通、電力、住宅地を一括供給することで大規模工場を誘致する構想もあり、これを土地廉売同盟結成によって実現し、誘致競争に勝つことも図っていた。

### 石川電気鉄道

#### 会社設立の経緯
金沢では1905年（明治38年）以来鉄道建設構想があり、金沢電気軌道が1919年（大正8年）から市内中心部の営業を開始し、翌年以降市周辺部でも営業が始まった。1912年（大正元年）には貨物輸送の需要が見込まれた白山山麓と金沢を結ぶ路線構想（石川電気鉄道）が出願された。しかし有力な発起人であった才賀藤吉が事業破綻によって撤退し、笹原は新たな発起人の一人となる。石川電気鉄道は、笹原、栗田末松ら名古屋資本が主体となり、これに沿線住民が小株主として加わる形で発足した。

#### 社長
石川電気鉄道は金沢市内の六斗林（現在の弥生、野町付近）と鶴来駅を結ぶ予定であったが、折からの不景気、住民の要望、用地買収の困難、他社の反発、市内鉄道の整備の遅れなどが相俟って計画は順調には進展しなかった。笹原は鶴来から院線（北陸本線）へ連絡する新野々市を結ぶ路線に変更し、さらに動力を蒸気とすることで費用を抑え、計画をまとめ上げた。石川電気鉄道は社名を石川鉄道に改め、営業開始は1915年（大正4年）6月である。